# Маленко Григорій Сергійович
Григорій Сергійович Маленко (нар. 17 червня 1986, м. Київ, Українська РСР) — український підприємець, експерт з управління онлайн-репутацією, SERM-спеціаліст, засновник MediaMonitoringBot; депутат Київради від партії Голос з 2020 року. Ініціатор створення парку «Срібний Кіл» площею 7, 54 га, будівництво якого розпочалося у 2023 р., навколо однойменного озера у Києві.

## Ранні роки та освіта
Після закінчення загальноосвітньої школи вступив до Київського політехнічного інституту за спеціальністю «Програмне забезпечення автоматизованих систем», який закінчив у 2009 році.

## Кар'єра і підприємництво
У 2007 році, ще до закінчення університу, Григорій Маленко почав працювати у київському офісі компанії «Innovative Marketing Ukraine» («IMU») проектним менеджером з розробки та просування програмного забезпечення на північноамериканському ринку[відсутнє в джерелі].
З 2009 року працював директором по розробці, а з 2011 року — директором з маркетингу та розвитку медіа-холдингу ОБОЗ.ua і займався розвитком порталу «Обозреватель». У 2010 році за сприяння Григорія Маленка пройшли ребрендинг і редизайн порталу «Обозреватель». Головним завданням Маленка було об'єднати медіа-ресурси холдингу під єдиний бренд — «Обозреватель».

### SERM
Наприкінці 2011 року Григорій Маленко став керуючим партнером агентства «SERM» (Search Engine Reputation Management — управління репутацією в пошукових системах), яке було першим українським агентством управління онлайн-репутацією.
У 2014 році SERM стало агентством комплексного управління репутацією в інтернеті.

### MediaMonitoringBot
У 2019 році Григорій Маленко запустив MediaMonitoringBot — Telegram-бот, який здійснює оперативний моніторинг українських ЗМІ. Сервіс розробила команда агентства «SERM», але проект представили, як автономну бізнес-одиницю.
У грудні 2019 року Григорій Маленко отримав грамоту від Командування об’єднаних сил ЗСУ, підписану Валерієм Залужним "за вагомий внесок в інформаційну боротьбу та протидію російській пропаганді, високий патріотизм та спільну боротьбу за Незалежність України".

## Освітня та громадська діяльність
З 2016 року Григорій Маленко, як запрошений експерт, співпрацював із Києво-Могилянською бізнес-школою. Зокрема, він виступав з темою: «SERM & SMRM — Управління репутацією в пошукових системах і соціальних медіа». Григорій Маленко також колумніст профільних видань AIN, MMR.
У 2017 році заснував фонд “Дарничани”, для допомоги літнім людям, людям з обмеженими можливостями, сиротам. У травні 2022 року фонд запустив проект “Україна — велика родина”, спрямований на допомогу багатодітним сім’ям, які постраждали в ході російсько-української війни.
У 2021 році створив ГО “Парк Срібний Кіл” та став ініціатором створення парку площею 7.54 га навколо озера Срібний Кіл у Дарницькому районі міста Києва. Роботи з проектування парку навколо озера розпочалося у 2021 році під керівництвом Григорія Маленка, голови ГО «Парк Срібний Кіл» та депутата Київської міської ради. У квітні 2023 р. розпочалося будівництво парку, що відбуватиметься у шість черг.
Після російського вторгнення в Україну 24 лютого 2022 року, Маленко почав волонтерити, допомагати батальйонам ТрО з різних районів столиці.
У червні 2022 року став одним з ініціаторів позбавлення Мінська статусу міста-побратима Києва.
У вересні 2022 року закликав міжнародну ІТ-спільноту ввести обов'язковий тест на адекватність для it-спеціалістів з російським громадянством.

## Політична кар'єра
У 2015 році Григорій Маленко почав кар'єру в політиці. Приєднався до об'єднання «Самопоміч». Був членом громадської ради при МВС України.
З 2015 року очолював Дарницьку районну організацію. У 2017 році увійшов до складу виконкому «Самопоміч» у Києві.
У 2018 році очолив київський міський виборчий штаб Андрія Садового на виборах президента України.
Григорій Маленко був заявлений під № 35 у списку кандидатів на дострокові парламентські вибори від партії влітку 2019 року.
У 2020 році очолив київський виборчий штаб політичної партії Голос та був включений до виборчого списку партії у Київраду під № 5.
1 грудня 2020 р., під час першого пленарного засідання Київської міської ради IX скликання, склав присягу та отримав посвідчення депутата Київради. Раніше Григорія Маленка було обрано головою фракції партії «Голос» в Київраді.
З 2020 року перебуває на посаді першого заступника голови постійної комісії з питань архітектури, містобудування та земельних відносин Київської міської ради. У жовтні 2021 року був автором проекту рішення звернення Київради до Міністерства культури та інформаційної політики України щодо передачі будівлі Костелу святого Миколая у Києві римо-католицькій громаді.
У липні 2021 року Маленко став членом політради політичної партії «Голос».
У грудні 2022 року Міністр закордонних справ Тайваню Джозеф Ву, голова Благодійного фонду «Дарничани» Григорій Маленко та київський міський голова Віталій Кличко підписали меморандум про фінансуванням Тайванем закупівлю генераторів для Києва. На початку січня 2023 до Києва надійшли перша партія генераторів.

## Скандали
У лютому 2021 року Маленко підтримав виключення із фракції депутата Костянтина Богатова, який вдарив коміка Влада Капицю під час його виступу.
9 грудня 2022 року на сесії Київради Маленко запропонував внести до бюджету міста Києва на 2022 рік правку про збільшення орендних ставок на земельні ділянки під житлову забудову до 12% з метою примноження надходжень до міського бюджету. Спочатку правку було підтримано, але після позачергової перерви депутати відхилили її, посилаючись на бюджетний регламент. Натомість, Віталій Кличко підтримав пропозицію та дав доручення профільному заступнику доопрацювати її і подати на наступне засідання згідно з процедурою. На сесії 16 грудня Маленко знову підняв питання внесення правки до бюджету. Секретар Київради запевнив, що профільні департаменти працюють над цим питанням.

## Хобі
Григорій Маленко пропагує аматорський спорт. Був учасником міжнародних стартів з марафону. У липні 2018 року в складі української команди Live.Love переплив Босфор.

## Родина
Одружений з Оленою Маленко і має двох синів.